# Писарівка (Заслучненська сільська громада)
Пи́сарівка — село в Україні, у Заслучненській сільській громаді Хмельницького району Хмельницької області. Населення становить 364 особи.

## Історія
1906 року — село Чернелевецької волості Старокостянтинівського повіту Волинської губернії. Відстань від повітового міста 36 верст, від волості 10. Дворів 93, мешканців 642.

## Відомі люди
- Потапська Ганна Андріївна — депутат Верховної Ради УРСР 11-го скликання.